# Philaenus minutus
Philaenus minutus är en insektsart som beskrevs av Kato 1933. Philaenus minutus ingår i släktet Philaenus och familjen spottstritar. Inga underarter finns listade i Catalogue of Life.